# Katherine Justice
Katherine Justice (28 ottobre 1942) è un'attrice statunitense.

## Filmografia parziale

### Cinema
- La via del West (The Way West), regia di Andrew V. McLaglen (1967)
- Poker di sangue (5 Card Stud), regia di Henry Hathaway (1968)
- La matrigna (The Stepmother), regia di Howard Avedis (1972)
- Limbo, regia di Mark Robson (1972)
- Per strade diverse (Separate Ways), regia di Howard Avedis (1981)

### Televisione
- Iron Horse – serie TV, episodio 1x20 (1967)
- Colombo (Columbo) – serie TV, episodio 1x00 (1968)
- Gunsmoke – serie TV, 6 episodi (1969-1972)
- F.B.I. (The F.B.I.) – serie TV, 4 episodi (1967-1972)
- Mannix – serie TV, 3 episodi (1969-1975)
- Barnaby Jones – serie TV, 4 episodi (1973-1977)
- Captain America II: Death Too Soon, regia di Ivan Nagy – film TV (1979)
- Falcon Crest – serie TV, 9 episodi (1982-1983)
- Donne pericolose (Dangerous Women) – serie TV, 52 episodi (1991-1992)
- Il tempo della nostra vita (Days of Our Lives) – soap opera, 10 puntate (1989-1993)